# هور الحمار الشرقي

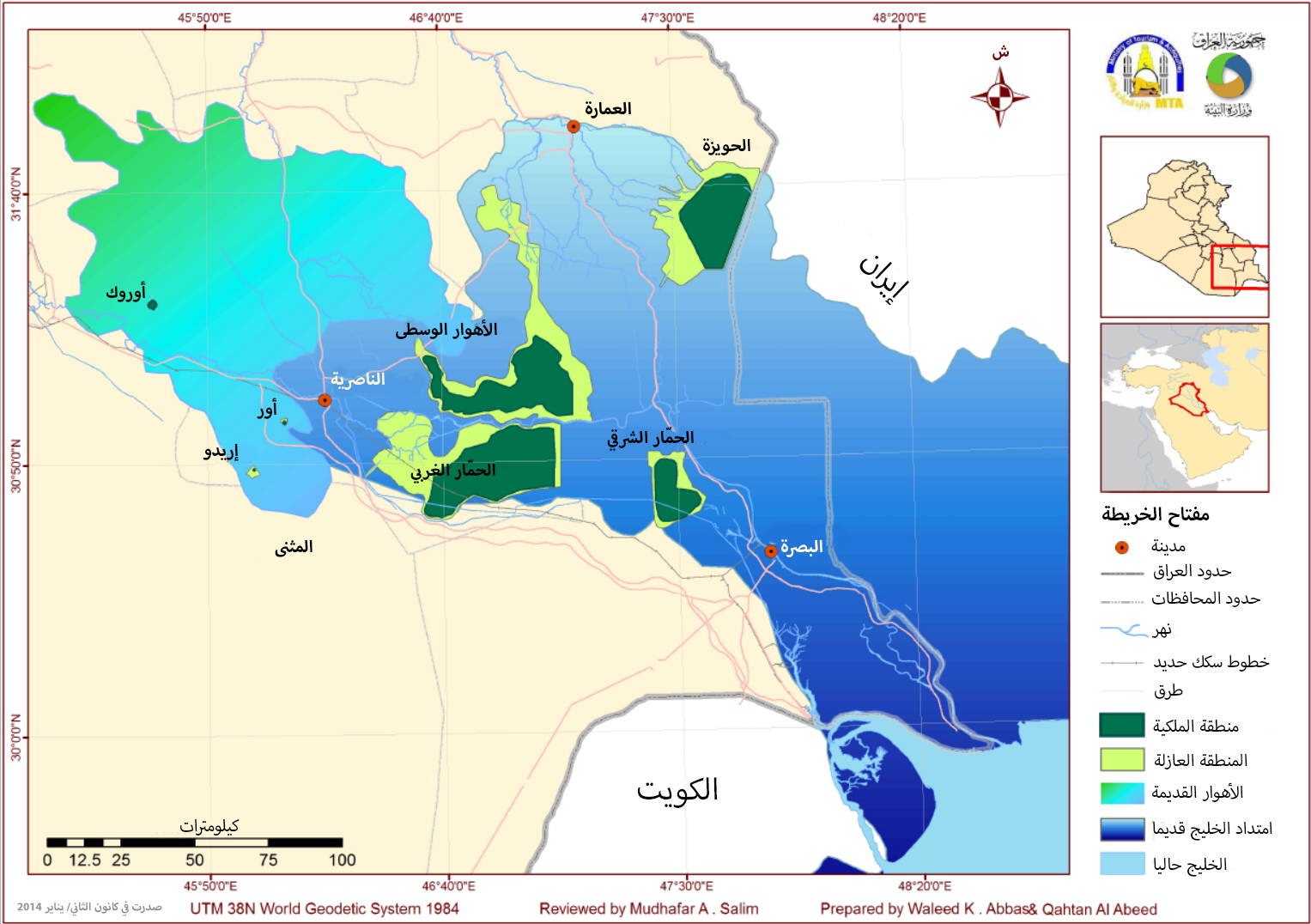
خريطة الأهوار جنوب العراق، حيث يقع هور الحمّار الشرقي في محافظة البصرة.

هور الحمّار الشرقي هو أحد الأهوار الواقعة في جنوب العراق. يقع في محافظة البصرة عند التقاء نهريّ دجلة والفرات، ويشكّل مع هور الحمّار الغربي مجتمعيَن هور الحمّار، المُدرَج على قائمة التراث العالمي وقائمة رامسار بصفته أحد المناطق الرطبة ذات الأهميّة العالميّة.

## الوصف الجغرافي
يتغذّى الهور من خلال ظاهرة المد والجزر عبر أنهار المسحب والصلال والشافي، المتفرّعة من شط العرب والتي تقع ضمن الحدود الجغرافيّة لناحية الهارثة، كما يرتبط بالجزء الغربي من هور الحمّار عبر ممر مائي بطول 15 كم وعرض 4 كم.

## الحياة البرية
يضم الموقع أنواعًا مُهدَّدة عالميًا مثل هازجة قصب البصرة والشرشير المُخطّط. كما يضم أسماكًا قليلة التواجد عالميًا مثل السمك البُنّي ورفش الكرخة. ويُعتبر البلطي الزيلي السمك السائد في الموقع، وهو نوع غير أصيل وغير محلّي.

## وصلات خارجية
- خطة العمل لتنفيذ برنامج العمل بشأن المناطق المحمية لاتفاقية التنوع البيولوجي في العراق (بالإنجليزيّة)
- وزارة الموارد المائية العراقية - مركز إنعاش الأهوار والأراضي الرطبة العراقية
- الأطلس الوطني للأهوار والمناطق الرطبة في العراق (بالإنجليزيّة)
- وثائقي عن تجفيف الأهوار بعد حرب الخليج الثانية